# Podvozek Krauss-Helmholtz

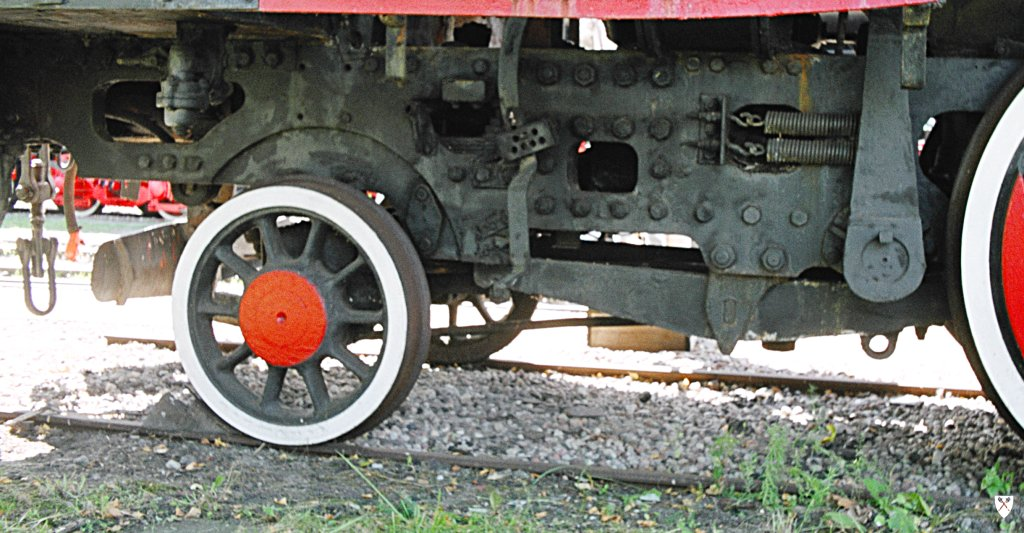
Zadní Krauss-Helmholtzův podvozek lokomotivy ř. TKt 48 PKP

Krauss-Helmholtzův podvozek (pojmenovaný podle výrobce lokomotiv, firmy Krauss a konstruktéru Richardovi von Helmholtz) je konstrukce používaná především u parních, ale i některých starších rámových elektrických lokomotiv. Princip funkce podvozku spočívá v tom, že podle úhlu natočení běhounu vzhledem k rámu lokomotivy jsou vyvozeny síly, které jsou přenášeny na rám lokomotivy a na první spřažené dvojkolí. Účelem této konstrukce je zlepšení průjezdu obloukem, kdy se příčné síly rozkládají mezi jednotlivá dvojkolí.

## Konstrukce

Krauss-Helmholtz podvozek lokomotivy 44 RB
1 přímá kolejnice
2 rám lokomotivy
3 rám běhounu
4 osa spřaženého dvojkolí
5 první spřažené dvojkolí
6 osa běžného dvojkolí
7 běžné dvojkolí
8 vertikální kloub mezi spřaženým dvojkolím a běhounem
9 horizontální kloub
10 pivot
11 radiální odpružení pivotu
12 radiální odpružení běhounu
13 vertikální odpružení
14 poloha rámu v oblouku
15 spřaženého dvojkolí v oblouku
16 kolejnice v oblouku
17 běžné dvojkolí v oblouku

Zjednodušené schema podvozku
a působení sil v oblouku.
F1, F2 výslednicové síly vyvozené působením kolejnice
F3, F4 výslednicové síly vyvozené pružinami

Konstrukce Krauss-Helmholtzůva podvozku vychází z Bisselova podvozku. Realizuje spojení běhounu (3) s prvním spřaženým dvojkolím (5) otočným čepem (8), což je první vazba mezi běhounem a spřaženým dvojkolím. Toto první spřažené dvojkolí má umožněn příčný pohyb v rámu (2) lokomotivy. Druhá vazba mezi rámem lokomotivy (2) a rámem běhounu (3) je tvořena pružně vedeným pivotem (10), který je k rámu běhounu (3) pevně uchycen a na druhé straně je pružně veden listovými pružinami (11) v radiálním (horizontálním) směru. Třetím bodem vazby mezi rámem lokomotivy (2) a rámem běhounu (3) je radiální odpružení (12) za běžným dvojkolím (7), které je realizováno vinutými pružinami. Čtvrtým bodem soustavy je bod dotyku kolejnice (1) a běžného dvojkolí (7) na nákolku nebo okolku.

### Provedení se dvěma hnacími nápravami
Katalog firmy Krauss z Lince vydaný pravděpodobně v posledních letech před 1. světovou válkou, uvádí úzkorozchodnou lokomotivu uspořádání D se dvěma Krauss-Helmholtzovými podvozky. Z fotografie však není dobře patrný mechanismus kompenzace délek spojnic při natáčení krajních dvojkolí.

## Popis funkce
Chování podvozku na trati závisí na velikosti sil působících na pojezd lokomotivy a je odlišné podle situace ...

### Přímá trať
Při jízdě v přímé koleji je rám běhounu (3) držen v ose lokomotivy pružinami (11) a (12) opírající se o rám lokomotivy (2). Běhoun, stejně jako rám lokomotivy vykonává za jízdy mírný příčný pohyb v rozsahu vůle mezi okolkem a vnitřní hranou kolejnice .

### Nájezd do oblouku
Při nájezdu do oblouku předpokládejme, že první spřažené dvojkolí (5) ještě nedoléhá na vnější kolejnici (1o) kolem (5o) a na vnější kolejnici (1o) jako první dolehne běžné dvojkolí běhounu kolem (7o)/(17o). Opření okolku běžného dvojkolí (17o) o vnější kolejnici (16o) vyvolá sílu, která vychýlí rám běhounu (3) ve směru křivosti oblouku směrem k poloze (14). Vychýlení osy (rámu) běhounu z polohy (3) směrem k poloze (14) a vzhledem k rámu lokomotivy (2) vyvolá odpovídající sílu na pružinách (11) (F3) a (12) (F4). Velikost sil odpovídá poměru deformace pružiny a koeficientu pružiny a přenese se na rám lokomotivy. Důležité v tomto okamžiku je to, že se okolek spřaženého dvojkolí (5o) doposud nedotýká vnější kolejnice (1o), tedy mezi hranou kolejnice a okolkem je vůle. V tomto okamžiku se mechanicky ještě nejedná o páku s pevným bodem otáčení, protože bod otáčení rámu běhounu mezi polohami (3) a (14) bude proměnný v závislosti na působících silách F1 - F4 (vektorové výslednice působících sil v daném bodě). V tomto stavu má soustava ještě dva stupně volnosti (v horizontální rovině): v místě prvního spřaženého dvojkolí (5), a v místě za běžným dvojkolím (12). Přes pomyslný střed otáčení, který vznikne jako bod vyrovnání kroutících momentů, a který se pravděpodobně nachází poblíž pivotu (10) dojde k vyvození síly na čepu (8). Tato síla působí na první spřažené dvojkolí (5) tak, že toto dvojkolí bude mít snahu se přesunout k vnější kolejnici (1o), principiálně se jedná o práci na dvojramenné páce.
Posunutí prvního spřaženého dvojkolí (5) směrem k vnější kolejnici (1o) změní geometrické postavení rámu podvozku z polohy (3) směrem k poloze (14). Protože současně s posunutím prvního spřaženého dvojkolí (5) k vnější kolejnici (1o) se posouvá stejným směrem i čep (8), dojde změnou geometrie postavení rámu běhounu (3) i ke změně velikosti úhlu náběhu okolku běhounu (7o). Tento stav způsobí i změnu velikosti působících sil F1 - F4. Je tedy možné, že za určitých silových poměrů nemusí první spřažené dvojkolí (5) dolehnout na vnější kolejnici (1o).
Aby došlo k posuvu spřaženého dvojkolí k vnější kolejnici, musí být síla v bodě (8) (vyvolaná pákou) větší než síla F1 (zde vystupující jako tření mezi nákolkem spřaženého dvojkolí (5) a hlavou kolejnice (1) ve směru možného posunutí). Přičemž toto posunutí je snazší při vyšších rychlostech odvalování okolku po hlavě kolejnice.

### V oblouku
Při dolehnutí prvního spřaženého dvojkolí (15o) na vnější kolejnici oblouku (16o) dojde ke změně silových poměrů na rámu běhounu (3), který se nachází v poloze (14). Tento stav je způsoben tím, že první spřažené dvojkolí nemá v místě (15o) možnost dalšího příčného posuvu a tímto se působení sil, které odpovídalo dvojramenné páce, změní na působení sil na páce jednoramenné a čep (8) se stane pevným bodem páky. Poslední volností soustavy rámu běhounu (3) v poloze (14) zůstává vzdálenost v místě radiálního odpružení (12) za běžným dvojkolím (17). Pokud je poloměr oblouku tak malý, že v tomto místě dojde k dolehnutí rámu běhounu v poloze (14) na rám lokomotivy (2) ztratí soustava potřebnou volnost a podvozek se dostane na hranici vykolejení. Při dalším zmenšení poloměru oblouku dojde ke vzpříčení podvozku a s velkou pravděpodobností dojde i k vykolejení.
Tak, jak najíždí celá lokomotiva do oblouku, najede na vnější kolejnici (16o) postupně druhé spřažené dvojkolí a pak i další podle počtu spřažených dvojkolí. Protože všechna spřažená dvojkolí jsou uložena ve společném rámu lokomotivy (2), závisí jejich příčné postavení na celkovém postavení lokomotivy v oblouku. Jakmile je i druhé spřažené dvojkolí (není kresleno) vedeno vnější kolejnicí oblouku (16o), dochází vlivem geometrie celého podvozku v oblouku k přesunutí prvního spřaženého dvojkolí (15), které je vedeno kolem (15o) a tím i čepu (8) přes osu rámu z vnější strany osy rámu lokomotivy (2) na vnitřní stranu. Protože první spřažené dvojkolí (15) je stále opřeno v místě (15o) o vnější kolejnici (16o), jedná se stav jednoramenné páky s pevným bodem (8).

## Využití
Jelikož se podvozek osvědčuje především v ostrých obloucích, rozšířil se zpočátku na lokomotivách místních a úzkorozchodných drah. Jednou z prvních konstrukcí byla bavorská tendrová lokomotiva řady D VIII s Krauss-Helmholtzovým podvozkem umístěným neobvykle vzadu. Většina tendrových lokomotiv byla opatřena Krauss-Helmholtzovými podvozky na obou koncích. Později byla konstrukce s Krauss-Helmholtzovým podvozkem použita na německých jednotných lokomotivách řad 44, 45, 50, 64, 86 a dalších. Z dalších lokomotiv E 465.0 .
Na řadě 84 byly použity podvozky Schwartzkopff-Eckhardt, což je obdoba podvozku Krauss-Helmholtz, která navíc propojuje ještě druhé spřažené dvojkolí. Na lokomotivách řad 41 a 45 byla použita kombinace Krauss-Helmholtzova podvozku vpředu a Bisselova podvozku vzadu.
Také elektrické lokomotivy řad E 04, E 17, E 18 a E 19 byly opatřeny podvozky založenými na podobném principu. Tyto podvozky AEG měly hnací dvojkolí s vnějšími ložisky, spojovací páka proto musela být na obou stranách vyvedena vně rámu, což představovalo charakteristický detail těchto lokomotiv.

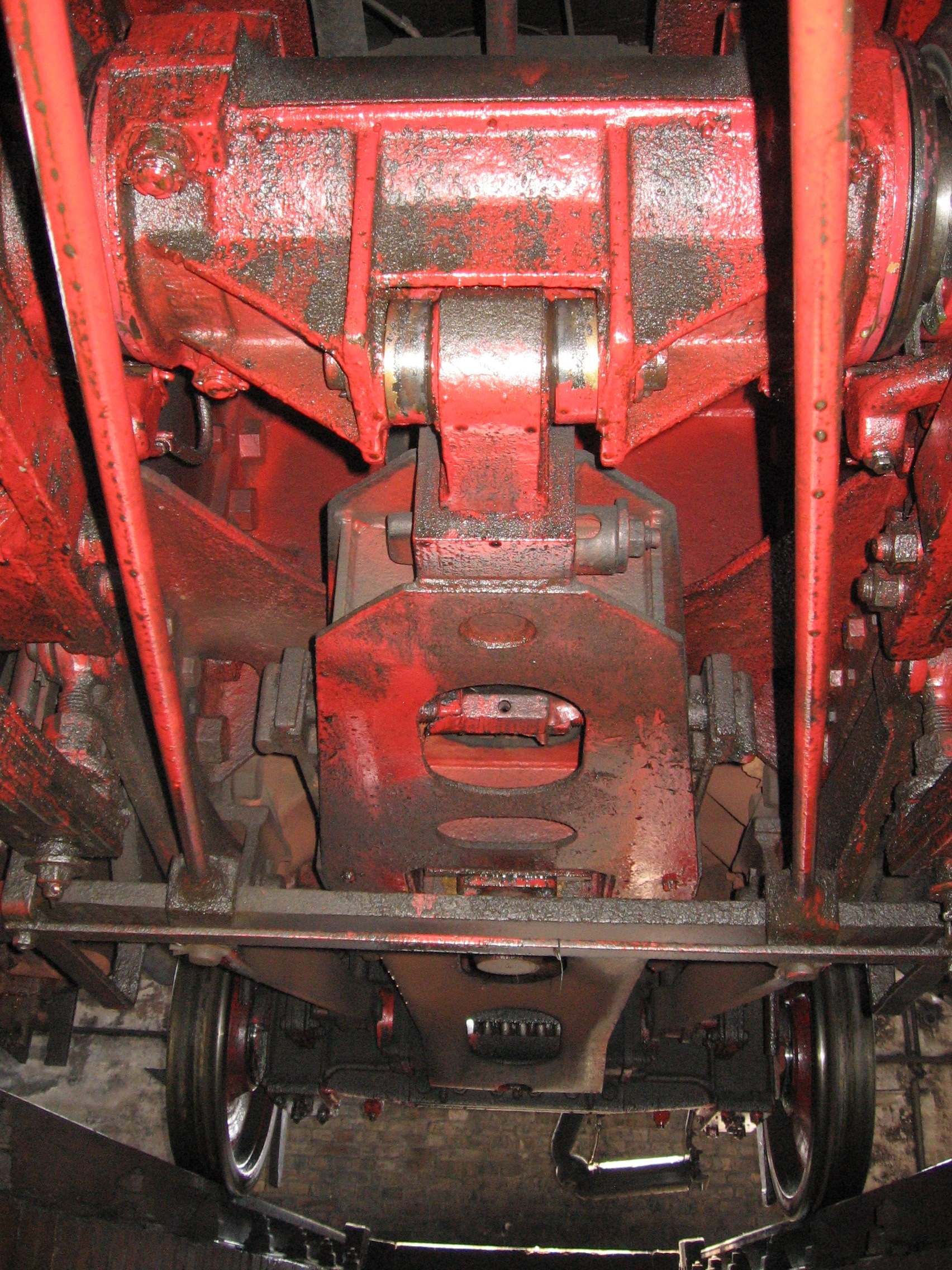
K.-H. podvozek na lokomotivě 52 8079
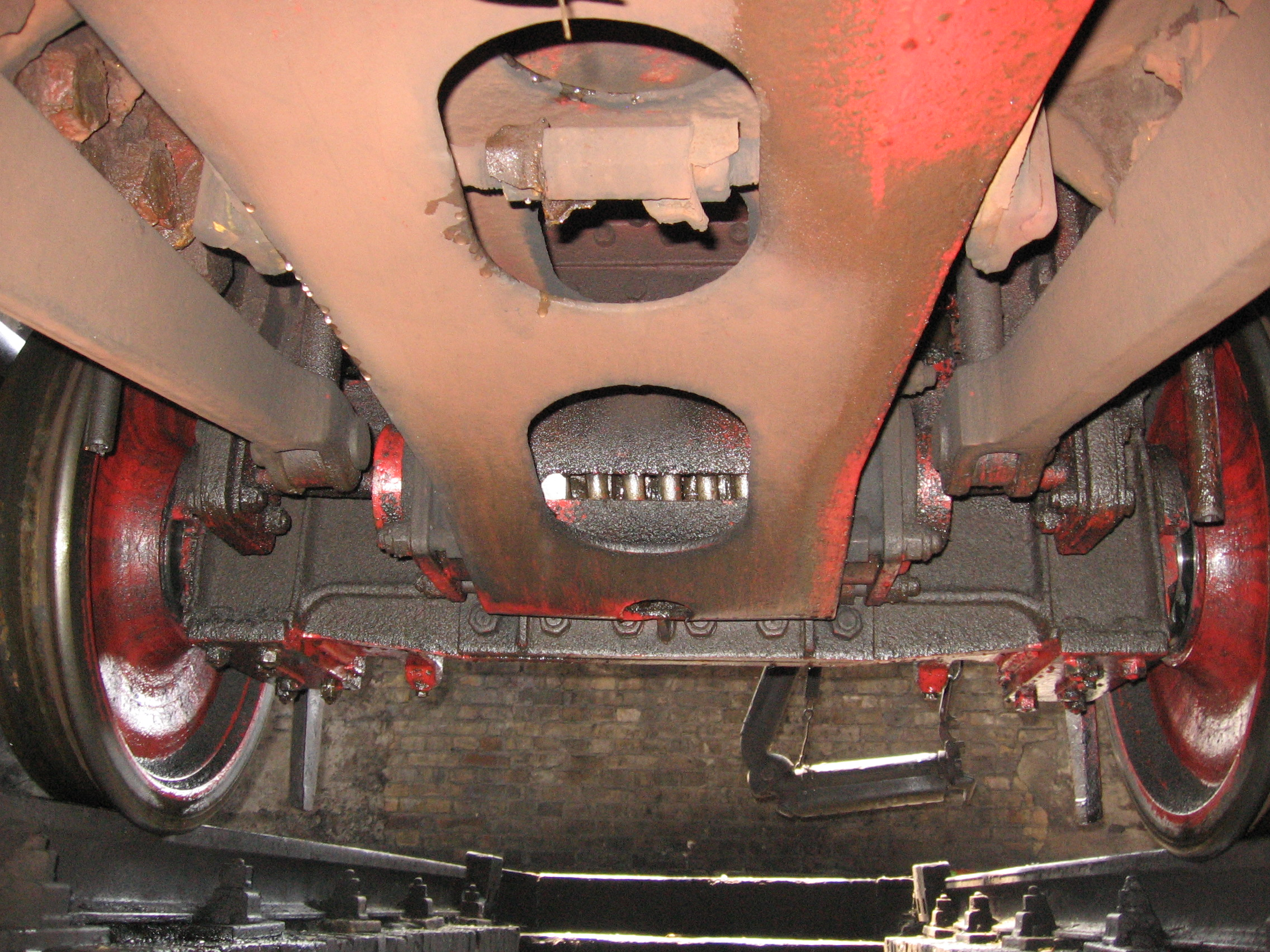
Přední část podvozku se středící pružinou
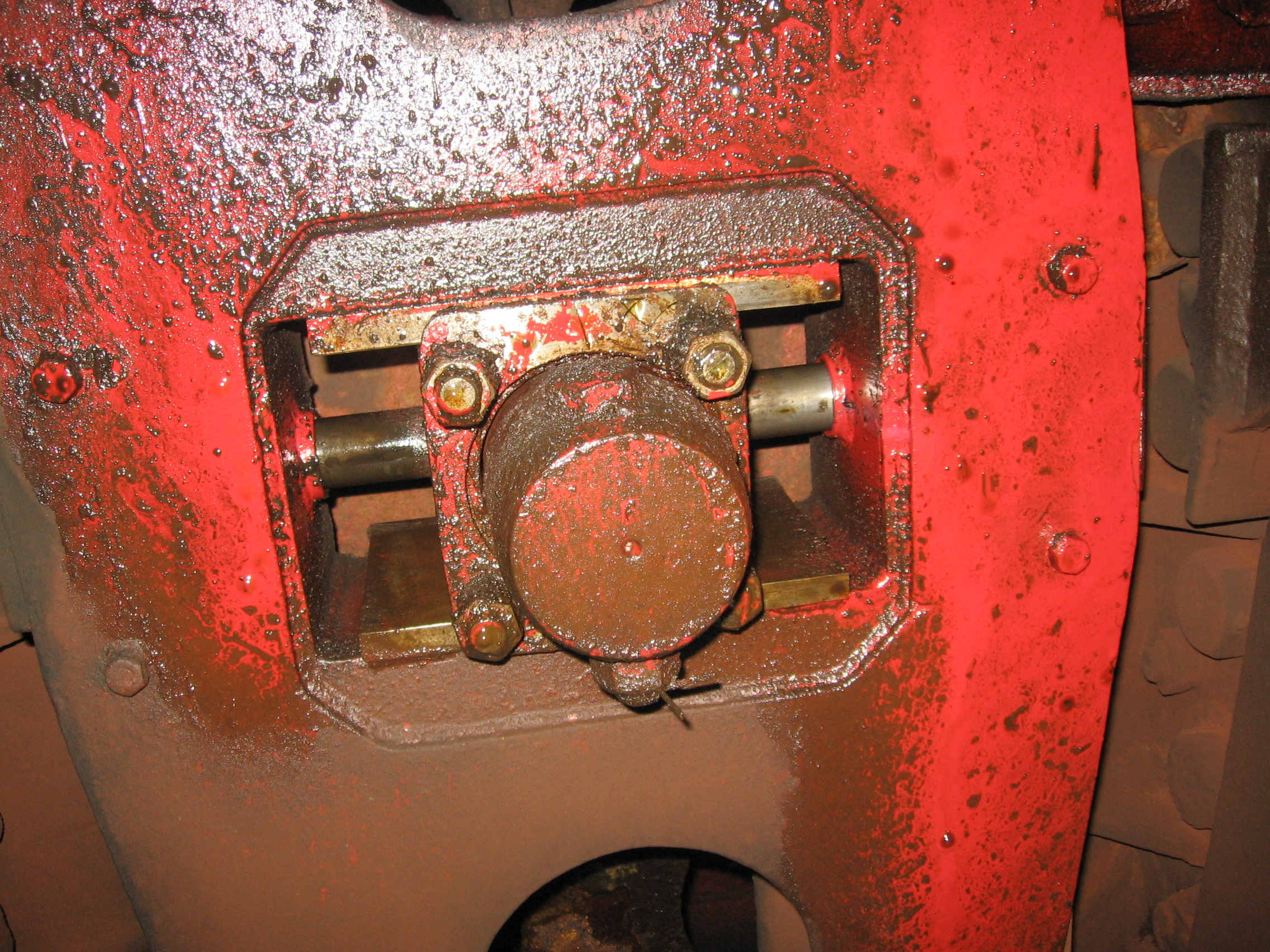
Pružné uložení otočného čepu